# Caryn Davies
Caryn Parmentier Davies (Ithaca, 14 de abril de 1982) es una deportista estadounidense que compitió en remo; doble campeona olímpica y cuatro veces campeona mundial.
Participó en tres Juegos Olímpicos de Verano, obteniendo tres medallas, plata en Atenas 2004, oro en Pekín 2008 y oro en Londres 2012, en la prueba de ocho con timonel.
Ganó cuatro medallas de oro en el Campeonato Mundial de Remo entre los años 2002 y 2007.
Estudió Psicología en la Universidad de Harvard y Derecho en la Universidad de Columbia.

## Palmarés internacional
| Juegos Olímpicos   | Juegos Olímpicos      | Juegos Olímpicos | Juegos Olímpicos   |
| Año                | Lugar                 | Medalla          | Prueba             |
| ------------------ | --------------------- | ---------------- | ------------------ |
| 2004               | Atenas (Grecia)       | Medalla de plata | Ocho con timonel   |
| 2008               | Pekín (China)         | Medalla de oro   | Ocho con timonel   |
| 2012               | Londres (Reino Unido) | Medalla de oro   | Ocho con timonel   |
| Campeonato Mundial |                       |                  |                    |
| Año                | Lugar                 | Medalla          | Prueba             |
| 2002               | Sevilla (España)      | Medalla de oro   | Ocho con timonel   |
| 2003               | Milán (Italia)        | Medalla de oro   | Cuatro sin timonel |
| 2006               | Eton (Reino Unido)    | Medalla de oro   | Ocho con timonel   |
| 2007               | Múnich (Alemania)     | Medalla de oro   | Ocho con timonel   |